# ダイハツ・ブーン
ブーン（BOON、Boon）は、ダイハツ工業が日本国内向けに製造・販売していたハッチバック型のコンパクトカーである。

## 概要
初代と2代目は、既存のミラ系、並びにムーヴ系などの軽自動車用を含むAセグメント車用のプラットフォームをベースにトヨタ自動車と共同開発された車種で、企画およびマーケティングはトヨタ主導、設計および開発・生産はダイハツ主導で行われていた。
初代はストーリアの後継車である。トヨタからはパッソ（ダイハツがOEM供給していたデュエット後継車）として発売された。これらストーリア/デュエットと異なりブーン/パッソは両社の共同開発のため、バッジエンジニアリングによる姉妹車ではあるがOEM関係にはなかった。従って、生産こそ共にダイハツ工業で行われるが車両型式に共通性がなく、製造事業者もブーンはダイハツ工業、パッソはトヨタ自動車（ダイハツ工業への委託製造）であった。
3代目では、パッソは製造事業者がダイハツ工業になりブーンのOEM車種となった（よって、3代目パッソの車両型式はダイハツ流のM700A/M710A型となる）。

## 初代 M300S/M310S/M301S/M312S型（2004年 - 2010年）
エンジンは新開発のダイハツ製1KR-FE型3気筒DOHC12バルブ1.0L・71PS自然吸気エンジンまたはダイハツ製K3-VE型4気筒DOHC16バルブ1.3L・90PS自然吸気エンジンになる。
日本国外向けには主にダイハツブランドで供給され、「ダイハツ・シリオン」(Daihatsu Sirion)（2代目、初代はストーリア）として販売されている。また、マレーシアではプロドゥアが外観などを変えたモデルをプロドゥア・マイヴィ (Perodua Myvi) として生産・販売している。マイヴィはインドネシアにも輸出され、ダイハツ・シリオンとして販売されている。2007年秋から富士重工業へOEM供給され、スバル・ジャスティ（海外専売車、4代目）としてヨーロッパでも発売されている。
なお、香港では日本国外名シリオンで「カスタム」（パッソにおける「レーシー」に相当）を3SZ-VE型4気筒DOHC16バルブ1,500cc自然吸気エンジンで販売している。
特殊なモータースポーツベースグレード、「X4」（クロス・フォー）はK3-VET型4気筒DOHC16バルブ1.3L・140PSターボエンジンをベースとした、KJ-VET型4気筒DOHC16バルブ1.0L（936cc）・133PSターボエンジンを搭載。この中途半端ともいえる排気量はモータースポーツ参戦を見越し、JAF公認競技の1.6L未満のクラスに収まるように調整されたものである。レギュレーション上、過給器付きエンジンは排気量を1.7倍に換算するため、このKJ-VETは1,591ccに相当する。
トランスミッションはX4が5速MTのみで、それ以外は全て4速ATのみである（日本国外向けのシリオンには5MTの設定あり）。
なお、パッソにはX4に相当するモータースポーツベースのグレードは設定されないが、グレード「レーシー」をカスタマイズしたTRD Sports Mがある。
初代モデルは1,300ccモデルのみFIA公認車両となっており、X4はWRCのラリージャパンなどの国際イベントには参戦できなかった。また車両型式M301Sで公認取得しているため、パッソでの参戦も不可となっている（パッソは型式が#C10型であるため、JAF登録車両でもない）。

### 年表
- 2004年（平成16年）
  - 6月7日 - 販売開始。グレード名称の違い以外はパッソと基本的に全く同一の仕様であった[注釈 2]。
  - 9月15日 - フレンドシップシリーズ（福祉改造車両）のラインナップとして「ブーン フロントシートリフト」を発売。同時にパッソ「X」4WDと同仕様の「1.0CL」4WDを追加設定、「ビジネスセレクト」をパッソと同じ「Vパッケージ」に名称変更。
  - 12月13日 - 外付けタコメーターを標準装備したスポーティグレード「カスタム」を追加。パッソ「Racy」との差異はMOMO革巻ステアリングホイールを採用している点である。
- 2005年（平成17年）
  - 5月6日 - 特別仕様車「1.0CLセレクション」・「1.3CXセレクション」を発売。「1.0CL」・「1.3CX」をベースに、ダークグレーのフルファブリックシート表皮・プラズマクラスター・14インチアルミホイールなどを装備した。
  - 12月 - 一部改良。ブラックマイカメタリックの設定グレード拡大やキーフリーシステム電子カードの防水化、フロントシートのヘッドレストデザインの変更やヘッドランプにレベリング機能（ディスチャージヘッドランプはオート、ハロゲンヘッドランプはマニュアル）が追加された。
- 2006年（平成18年）
  - 3月10日 - モータースポーツ参加用ベース車両「X4（クロス・フォー）」を追加。より上質な内外装とキーレスエントリーや電動格納式カラードドアミラーなどの快適装備をプラスした「ハイグレードパック」も設定。
  - 6月5日 - 特別仕様車「1.0CLリミテッド」・「1.3CXリミテッド」を発売。「1.0CL」・「1.3CX」をベースに、ディスチャージヘッドランプ（ロービーム・オートレベリング機能付）、可倒式ルーフアンテナ、14インチアルミホイール、電動格納式カラードドアミラー（1.0CLのみ、1.3CXは標準装備）、プラズマクラスター、ダークグレーのフルファブリックシート表皮を採用した。
  - 12月25日 - マイナーチェンジ。「CL Limited」・「CX」にフロントベンチシートを、「カスタム」・「X4」に大型スポーティーシートを採用。また、「CL Limited」と「CX」にはCDから約11時間の録音ができるミュージックサーバー（CD・AM/FMステレオ+メモリー機能付）を採用。メーカーオプションのHDDナビはパッソと異なり、「1.0CL Vパッケージ」を除く全グレードで設定できる[注釈 3]。1.0L車は「平成22年度燃費基準+20%」を達成。グレード体系が6グレード（X4、X4ハイグレードパックを含む）に整理され、パッソと差別化された。
- 2008年（平成20年）
  - 11月 - 仕様変更。「1.0CL」・「1.0CL Limited」・「1.3CX」のボディカラーにシャンパンゴールドメタリックを追加。
  - 12月25日 - 7人乗り仕様の派生車「ブーンルミナス」を発売。
- 2009年（平成21年）12月 - 「X4」・「X4ハイグレードパック」の販売を終了。
- 2010年（平成22年）
  - 1月[1] - 生産終了。在庫対応分のみの販売となる。
  - 2月 - 2代目と入れ替わる形で販売終了。

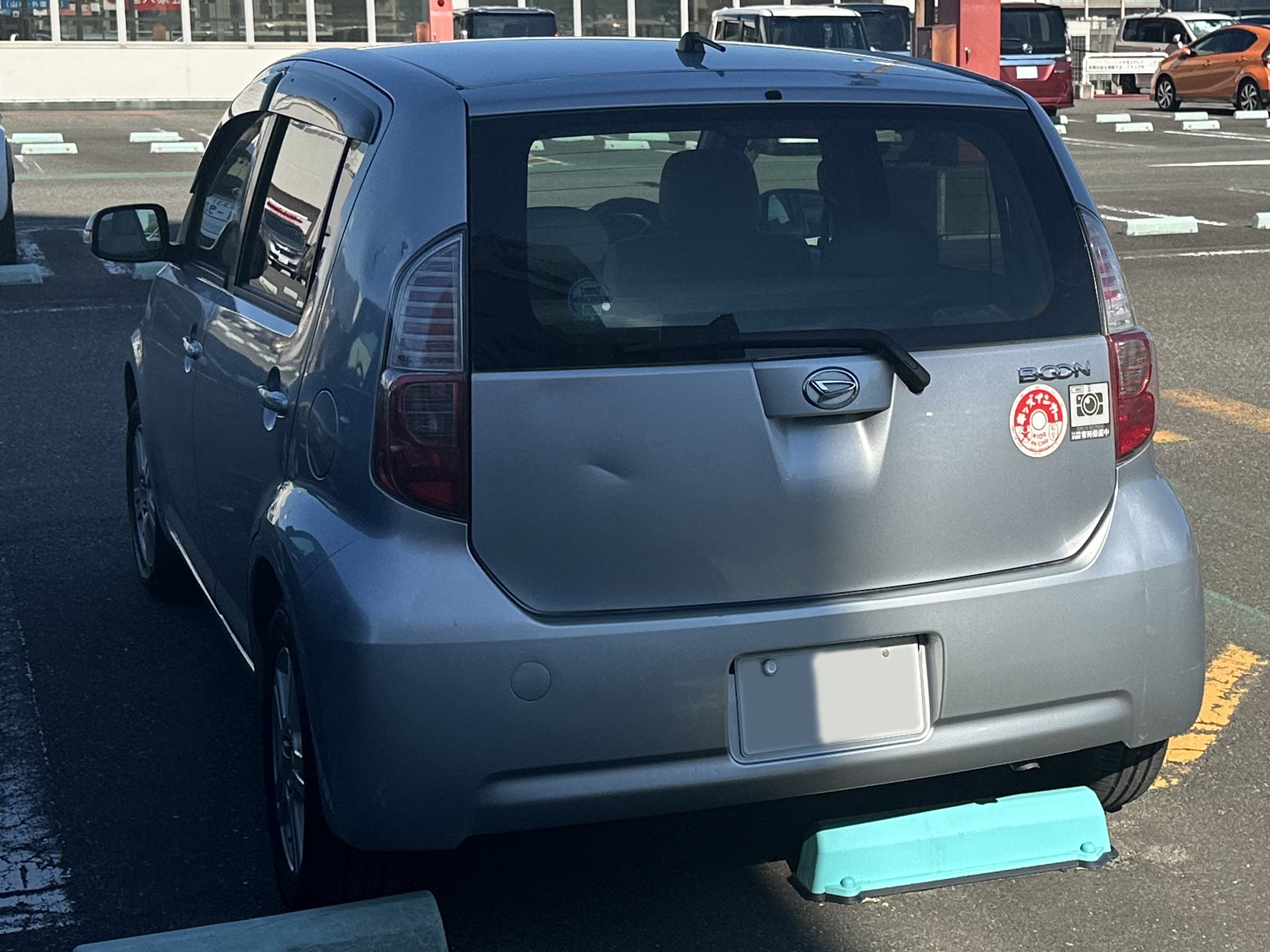
日本仕様 1.3CX リア
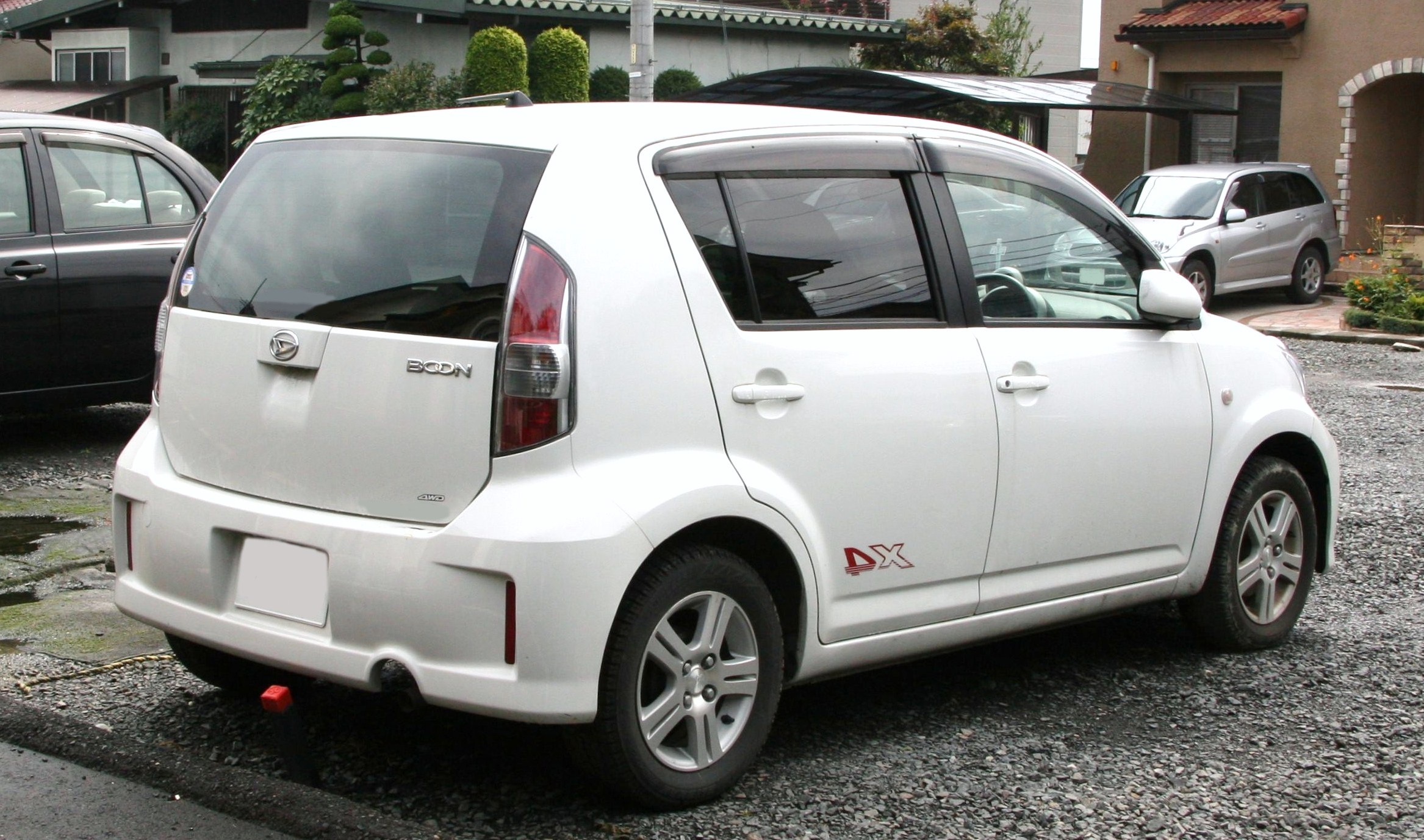
日本仕様 X4 リア
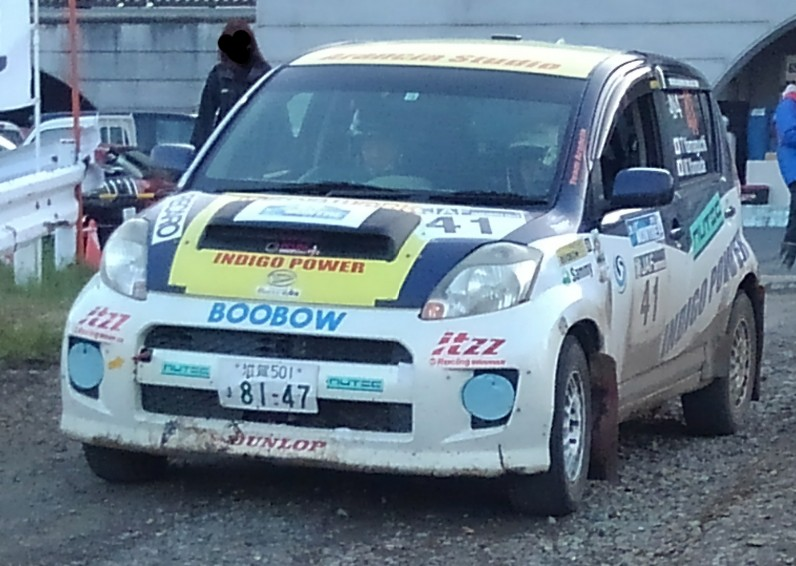
全日本ラリーに参戦するX4（2019年モントレー）

## 2代目 M600S/M610S/M601S型（2010年 - 2016年）
初のフルモデルチェンジ。今回もトヨタ自動車と共同開発し、「素」の美しさを極めたシンプルなデザインと使い勝手を追求しつつ、価格を抑えたクルマに仕上がった。月間販売目標は800台と発表されている。
安定感のあるアンダーボディに、タマゴをイメージしたアッパーボディを傾斜して載せたスタイリングとし、シンプルで上質感のあるデザインとなった。サイズは全長が僅かに拡大されたが、狭い道路でのすれ違いを気にするユーザーに考慮し、全幅は先代と同じ寸法に据え置き、ボディカラーには新たに3色を追加した。内装も水平基調ですっきりとしたインパネと丸や四角をモチーフとした操作部品を採用。また、「CL Limited」と「CX」にはフロントベンチシートを採用。直線基調に丸みを持たせた端部を組み合わせたことで、リビングソファのような座り心地を実現した。
なお、2代目ブーンでは、初代ブーンで設定された「カスタム」系（初代パッソは「Racy」系および「TRD Sports M」）および「X4」系や2代目パッソで新たに追加された「+Hana（プラス ハナ）」に相当するグレードは設定されていないため、内装はベージュ系（パッソで言う「キナリ」）のみとなる。また、ボディカラーもパッソのような「アカリマイカ」や「キナコメタリック」・「ユキ」などといった遊び心ある名称から、初代を踏襲した表現に変更されている。カラーコード（色番号）自体は同じで、パッソ標準仕様と同一ラインナップとなる。

### メカニズム
エンジンは1.0Lは従来どおり1KR-FE型を搭載するが、1.3LはDual DVVTや外部EGRを搭載し、軽快な動力性能と優れた燃費性能を両立した1NR-FE型に置き換えられた。
トランスミッションは全グレードがCVTに変更された。1.0L車はダイハツ軽自動車用を改良した、独自のインプットリダクション式3軸ギアトレーン構造を採用した新開発のCVTを、1.3L車はパワーロスが少ない1.3L用のCVTがそれぞれ搭載され、燃費を向上。特に1.0L・2WD車は「平成22年度燃費基準+25%」と「平成27年度燃費基準」を同時に達成。1.3L車も「平成22年度燃費基準+15%」を達成。

### 年表
- 2010年（平成22年）
  - 2月15日 - フルモデルチェンジ。グレード体系は初代末期のグレード体系からX4系と「カスタム」・「1.0CL Vパッケージ」を廃止した3グレード（「1.0CL」・「1.0CL Limited」・「1.3CX」）。
  - 5月13日 - 1.0L 1KR-FE車について、エンジンおよび無段変速機（CVT）制御用コンピュータのプログラムが不適切なため、低速加速時やバック時などにエンジンストールする恐れがあるとして、サービスキャンペーンを実施すると発表。
- 2012年（平成24年）6月27日 - 一部改良。1.0L・2WD車は新たにアイドリングストップ機構「eco IDLE（エコアイドル）」[注釈 5]を搭載[注釈 6]し、燃費を大幅に向上。これにより、「平成27年度燃費基準+10%」を達成。さらに、VSC&TRCを標準装備化[注釈 7]し、安全性能も高めた。全車においてはリア中央席にヘッドレストを追加し、シートベルトを3点ELR式に変更した。なお、今回の一部改良により「1.3CX」を廃止し、1.0L車のみのラインナップとした[注釈 8]。
- 2014年（平成26年）4月14日 - マイナーチェンジ[2]。
  - 同社の軽自動車であるミライースで採用している「e:Sテクノロジー」のうち、クールドEGRとCVTサーモコントローラーの採用によるパワートレインの改良、フロントバンパーの形状変更やリアエアロスパッツの採用による走行抵抗の低減、2WD車に搭載されている「eco IDLE」を停車前（車速約9 km/h 以下）から作動するように改良し、発電効率の高い高性能オルタネーターを採用したことで減速時の発電量を高め、加速・走行時の発電を抑えることでエンジン負荷を軽減し、低燃費に貢献するエコ発電制御の採用により燃費を向上。2WD車はJC08モード燃費27. 6km/L を実現し、同時に「平成27年度燃費基準+20%」を達成。4WD車も「平成27年度燃費基準」を達成した。
  - ヘッドランプ・リアコンビネーションランプ・シート表皮・メーターなどのデザインを変更し、「CL」にもベンチシートを採用。内装色をモカに変更。ボディカラーは「ミントブルーメタリックオパール」・「トワイライトオレンジマイカメタリック」と入れ替えで「ダークレッドマイカ」・「ファインブルーマイカメタリック」を設定[注釈 9]。また、エマージェンシーストップシグナルを新たに標準装備し、排気音源の低減や遮音材の性能向上などで静粛性を向上した。また､同年末までの初代と合算しての新車登録台数は累計5万2151台[3]となった。
- 2016年（平成28年）
  - 3月[4] - 生産終了。在庫対応分のみの販売となる。
  - 4月 - 3代目と入れ替わる形で販売終了。

## 3代目 M700S/M710S型（2016年 - 2023年）
3代目では、全長や全幅は2代目から据え置かれたものの、ホイールベースを50mm拡大するとともに、リアシートを後方配置するなどによって前後乗員間距離を拡大。また、トレッドが拡大され、前輪の切れ角を最適化したことで最小回転半径は4.6mとした。
ボディ構造も刷新し、サイドアウターパネルを全面厚板ハイテン化し、構造断点を低減して骨格全体で力を受け止める構造とすることで、衝突安全性を保ちながらも軽量化された軽量高剛性ボディ（プラットフォーム）「Dモノコック」を採用。サスペンションについても剛性向上とチューニングの最適化を施した「Dサスペンション」を新たに採用した。
外観はフードを高くして水平基調の造形とし、低重心に構えた八の字型の台形シルエットのデザインとなり、内装は水平基調のロングトレイにサイドレジスターリングを両サイドに配置。シートカラーは明るめのグレートーンに変更した。また、初代以来の上級モデルとして追加された「CILQ（シルク）」は専用デザインが与えられており、外観はピラーをブラックアウト化、バンパーガーニッシュとリフレクターにシルバー加飾を施し、ヘッドランプの形状を変えるとともに、クリアランスランプを備えた「Bi-Angle LEDヘッドランプ」を採用。内装は黒基調にグレージュとマゼンタをアクセントカラーとして配し、シートカラーは黒とマゼンタの配色とし、更にタコメーターを標準装備とした。
ちなみに、リアのナンバープレートの位置が初代・2代目のバンパー上から（トヨタ・パッソを含めて）バックドア上へ移設された。

### メカニズム
エンジンは初代・2代目同様に1.0Lの1KR-FE型が採用されているが、吸気ポートをデュアルポート化、インジェクターをデュアル化、圧縮比を11.5から12.5に高圧縮化、EGRバルブの応答性向上により、高タンブル化や吸気効率・燃焼効率の向上を図った改良型となった。また、2代目では2WD車のみの搭載だった「eco IDLE」を4WD車にも標準装備したことで、JC08モード燃費が2WD車は28.0 km/L、4WD車は24.4 km/Lにそれぞれ向上し、4WD車は平成32年度燃費基準を達成した（2WD車は2015年4月以降の後期型同様に平成32年度燃費基準+10%を達成する）。
安全装備も強化され、軽自動車の一部車種に採用されている「スマートアシストII（以下、スマアシII）」を小型車で初採用したほか、ヒルホールドシステム、エマージェンシーストップシグナルも装備し、シートベルトリマインダーは全席分装備している。2018年10月のマイナーチェンジで小型車では初導入となる「スマートアシストIII（以下、スマアシIII）」へ改良された。

### 年表
- 2016年（平成28年）4月12日 - フルモデルチェンジし、同日より発売開始[5]。CM出演者は安田顕。
  - グレード体系は標準グレードの「X」と上級グレードの「CILQ」を基本する体系に刷新され、キーフリーシステムなどを装備するとともに、ドアミラーをオート電動格納式（ボディ同色）に、リアドア・リアクォーターガラスをUVカット機能付スモークドにグレードアップした「Lパッケージ（「X」のみの設定）」と、14インチアルミホイール、LEDヘッドランプ（オートレベリング機構付）などを装備するとともに、フロントドアガラスをスーパーUV+IRカット機能付に、3本スポークステアリングホイールを革巻にそれぞれグレードアップした「Gパッケージ SA II」がラインナップされる。
  - 「X」・「X"Lパッケージ"」・「CILQ」はスマアシIIの有無が選択可能となっており、スマアシII付は「X"SA II"」・「X"Lパッケージ SA II"」・「CILQ"SA II"」となる。また、「X"Gパッケージ SA II"」と「CILQ"Gパッケージ SA II"」はスマアシIIが標準装備される。
- 2017年（平成29年）10月3日 - 上級グレード「CILQ」にアクセサリーパッケージ「スポルザ リミテッドパッケージ」を設定し、発売を開始した[6]。CM出演者は土屋太鳳。
  - エクステリアパーツ7点、エアロパーツ3点、ストライプステッカー3点の計13点を一つのパッケージにしたもので、ブラックのパーツを基本にフォグランプカバー・リアクォーターガーニッシュ・リアリフレクターカバーの3点をマゼンタとした「ブラックストライプパッケージ」と、レッドのパーツを基本にリアクォーターガーニッシュとエアロパーツ3点すべてをブラックとした「レッドストライプパッケージ」の2パターンが用意される。
- 2018年（平成30年）
  - 7月2日 - 上級グレード「CILQ」にメーカーオプション「D-tune edition（ディー・チューン エディション）」を追加設定し、発売を開始した[7]。CVTの最終減速比がローギアード化され、街乗り速度域での加速性能を高めたものである。なお、本オプションを装着した場合、型式指定からの変更となるため、持ち込み検査による新規登録が必要となる。
  - 10月10日 - マイナーチェンジされた[8]。CMキャラクターは篠原涼子[注釈 15]。
    - 「スマアシIII」への置換に加え、「スマアシIII」搭載グレードには前後コーナーセンサーを、「X」を除く全車にはパノラマモニターがそれぞれ採用され、「パノラマモニター対応純正ナビ装着用アップグレードパック」としてメーカーオプション設定された（設定時、ディーラーオプションのパノラマモニター対応ナビゲーションの装着が必要）。本オプションにはバックカメラにステアリング連動ガイド線表示が備わっており、既存の「純正ナビ装着用アップグレードパック」のバックカメラも同様にステアリング連動ガイド線表示が追加された。このほか、「X」の一部グレードを除く全車には後席左右アシストグリップが装備された。WLTCモード走行による排出ガスと燃料消費率に対応し、「平成30年排出ガス基準50%低減レベル（☆☆☆☆）」認定を取得した。
    - 「X」はフロントグリル上部の水平ラインにシルバー塗装の加飾が施され、一部グレードはリアクォーターパネルをメタリックブラック塗装に変更。内装はシート表皮の明度を下げる変更が行われた。グレード体系は「スマアシ」搭載グレードの名称が"SA II"から"SA III"に変更されるとともに、「X"Lパッケージ SA III"」へ統合のため「X"Lパッケージ"」が廃止された。
    - 「CLIQ」はフロントグリルが大型化され、周りにシルバー加飾が施された。前後バンパーの左右にはL字型のベゼルが追加され、リアクォーターパネルをメタリックブラック塗装に変更。内装はインパネのアクセント色やシートの差し色をカッパー色に変更。また、「CILQ"Gパッケージ SA III"」には、15インチアルミホイール、LEDフォグランプ（イルミランプ付）、本革インパネセンターシフト（シルバー加飾付）、レザー調×ファブリックシート表皮（ウォームグレーステッチ）で構成されたメーカーオプション「ドレスアップパック」が設定された。「X」同様グレード体系が変更となり、「スマアシ」搭載グレードの名称が"SA II"から"SA III"に変更されるとともに、スマアシなしグレードの「CILQ」が「CILQ"SA III"」へ統合のため廃止されたことで、「CILQ」は「スマアシIII」が全グレード標準装備となった。
    - 併せて、ブーン専用グレードとして新たに「STYLE」が設定された。「STYLE」では、フロントグリルが専用デザインとなり、ホワイトのグリルガーニッシュやフォグベゼルを装着。リアバンパーも専用デザインとなり、ホワイトベゼルを装備。また、フロントのエンブレムは「X」や「CILQ」に装着の「Dマーク」ではなく、「STYLE」ロゴのエンブレムとなる。内装はインパネのアクセント色がマゼンタとなり、専用のスエード調シートは3色が設定される。専用のメーカーセットオプションとして、14インチアルミホイールやスーパーUV&IRカット機能付ガラス（フロントドア）などで構成された「スタイルアップパック」が設定されている。なお、「STYLE」は「スマアシIII」が標準装備されているため、「STYLE"SA III"」となる。
    - ボディカラーは「X」・「CILQ」共通色の「ディープブルークリスタルマイカ（オプションカラー、「CILQ」に設定の2トーンカラーも同様）」を廃止する替わりに、「CILQ」専用色の「ブリリアントカッパークリスタルマイカ（オプションカラー、「ブラックマイカメタリック」との2トーンカラーも設定[注釈 16]」）を追加。「STYLE」はモノトーンカラーは専用色の「ジューシーピンクメタリック（ミラ トコット設定色）」を含む5色が設定され、このうちの2色はホワイトとの組み合わせによる2トーンカラーも設定される。

  - 2019年（令和元年）10月1日 - 特別仕様車「STYLE"ホワイトリミテッド SA III"」、「STYLE"ブラックリミテッド SA III"」が発売された[9]。
    - 「STYLE"SA III"」をベースに、共通でアウタードアハンドルをボディ同色、フロントドアガラスはスーパーUV&IRカット機能付、リアドア/クォーターガラスはスーパーUVカット機能付スモークドガラスとし、シフトレバーボタンとインナードアハンドルにメッキが施され、LEDフォグランプとパノラマモニター対応純正ナビ装着用アップグレードパックを特別装備。「STYLE"ホワイトリミテッド SA III"」はオート電動格納式ドアミラー（キーフリー連動）と2トーンのルーフをホワイトに設定。「STYLE"ブラックリミテッド SA III"」はフロントグリル・フロントフォグランプベゼル・リアリフレクターリングにガンメタ塗装（フロントグリルは艶ありブラック塗装も施される）、ブッシュ式オートエアコンスイッチパネルとエアコンパネル加飾にピアノブラック調、エアコンレジスター/オーディオパネル加飾にシルバー+カッパーをそれぞれ採用するとともに、「CLIQ」で設定されているスエード調トリコットのファブリックシート表皮とブラックルーフの2トーンが採用された。

  - 2021年（令和3年）4月1日 - 一部改良[10]。
    - 全車共通で、アルミホイールを装備する「CILQ"Gパッケージ SA III"」を除くグレードにおいて14インチホイールキャップが意匠変更され、オートライトが標準装備された。また、今回の一部改良により2030年度燃費基準に対応し、2WD車は「2030年度燃費基準75%達成」、4WD車は「同65%達成」となった[11]。
    - 「X」はグレード体系を「X"SA III"」と「X"Lパッケージ SA III"」の2グレードに集約。また、シルバードアアウターハンドルを標準装備するとともに、後部座席を一体可倒シートに、クォーターガーニッシュを黒材着にそれぞれ変更された。併せて、「X"SA III"」にはリアスモークドガラスが、「X"Lパッケージ SA III"」にはLEDヘッドランプがそれぞれ標準装備された。「CILQ」は「CILQ"Gパッケージ SA III"」にメーカーオプション設定されている15インチアルミホイールが意匠変更され、アルミホイールのセンターキャップが黒塗装に変更された。「STYLE」はメーカーオプション設定されている14インチアルミホイールのセンターキャップを「CILQ」同様に黒塗装に変更された。
    - ボディカラーも一部変更され、モノトーンは「X」・「CILQ」専用色の「レモンスカッシュクリスタルメタリック」、「ファインブルーマイカメタリック」、「マゼンタベリーマイカメタリック」の3色を廃止する替わりに、3タイプ共通の新色として「ターコイズブルーマイカ」を追加。併せて、「ダークエメラルドマイカ」は「X」・「CILQ」専用色へ移行され、従来は「CILQ」専用色だった「ブリリアントカッパークリスタルマイカメタリック（メーカーオプション）」を「STYLE」に、従来は「STYLE」専用色だった「ジューシーピンクメタリック」を「CILQ」にそれぞれ設定を拡大。「CILQ」・「STYLE」専用の2トーン（メーカーオプション）は「CILQ」専用の「ブラックマイカメタリック×レモンスカッシュクリスタルメタリック」と「ブラックマイカメタリック×マゼンタベリーマイカメタリック」を廃止する替わりに、「CILQ」専用色の「ブラックマイカメタリック×ターコイズブルーマイカ」を追加し、従来は「STYLE」専用色だった「ホワイト×ジューシーピンクメタリック」を「CILQ」にも拡大設定された。
    - なお、特別仕様車「STYLE"ホワイトリミテッド SA III"」と「STYLE"ブラックリミテッド SA III"」はベース車に準じた一部改良（「ターコイズブルーマイカ」の追加設定を除く）を受けて継続販売されるとともに、「STYLE"ブラックリミテッド SA III"」はボディカラーの一部変更が行われ、「ブラックマイカメタリック×ダークエメラルドマイカ」を廃止する替わりに、「CILQ」専用色である「ブラックマイカメタリック×ターコイズブルーマイカ」と「ブラックマイカ×ブリリアントカッパークリスタルマイカメタリック」を追加し、4色に拡大した。

  - 2023年（令和5年）
    - 10月29日（補足）‐ OEMの3代目トヨタ・パッソが一足先に販売終了。同時にトヨタの公式ホームページへの掲載も削除された。
    - 12月1日 - 生産終了。以後、流通在庫分のみと販売となる。
    - 12月11日 - 販売終了。これと同時にダイハツの公式ホームページへの掲載を終了した。

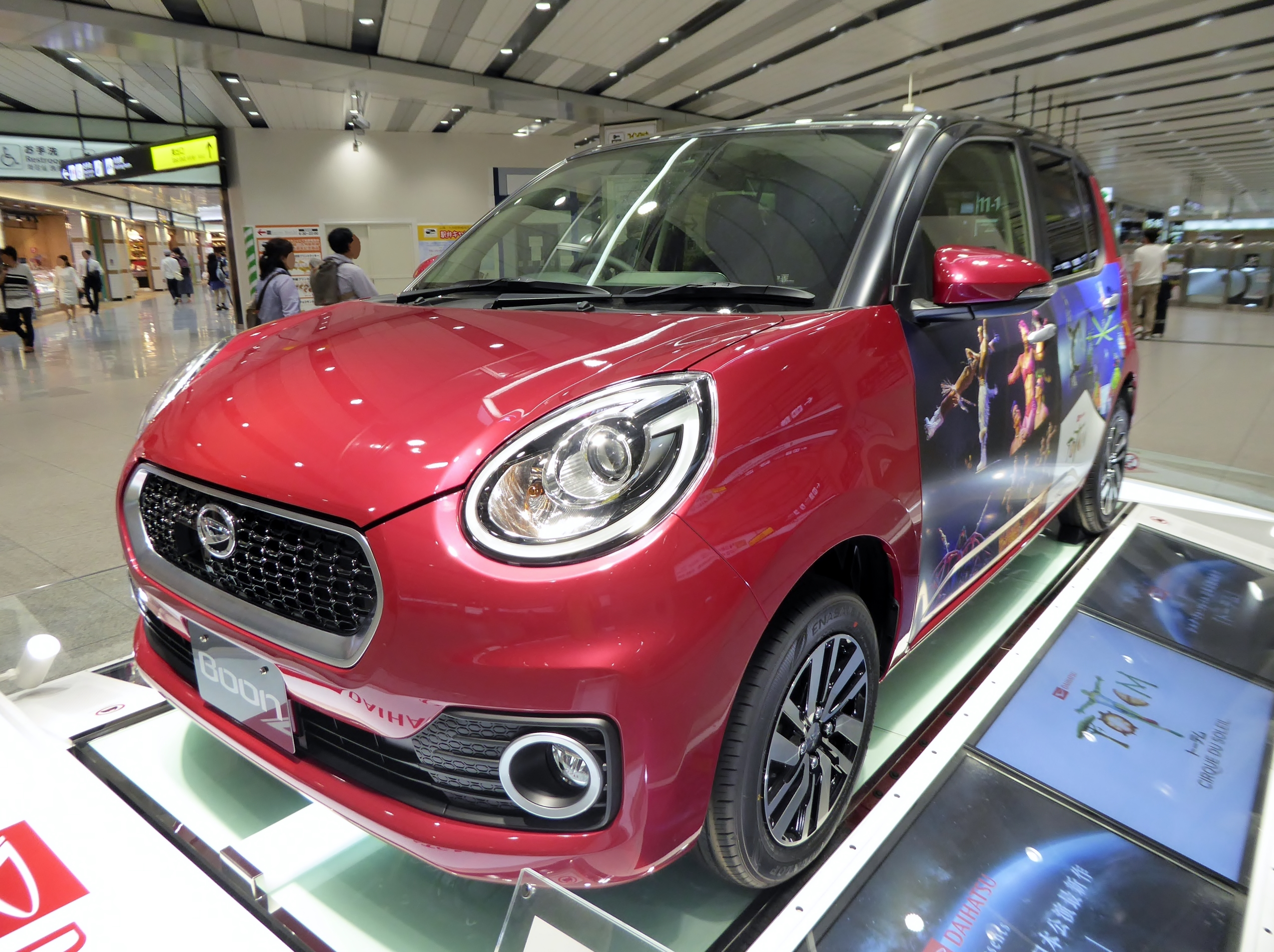
2016年4月販売型 CILQ"Gパッケージ SA II"2WD
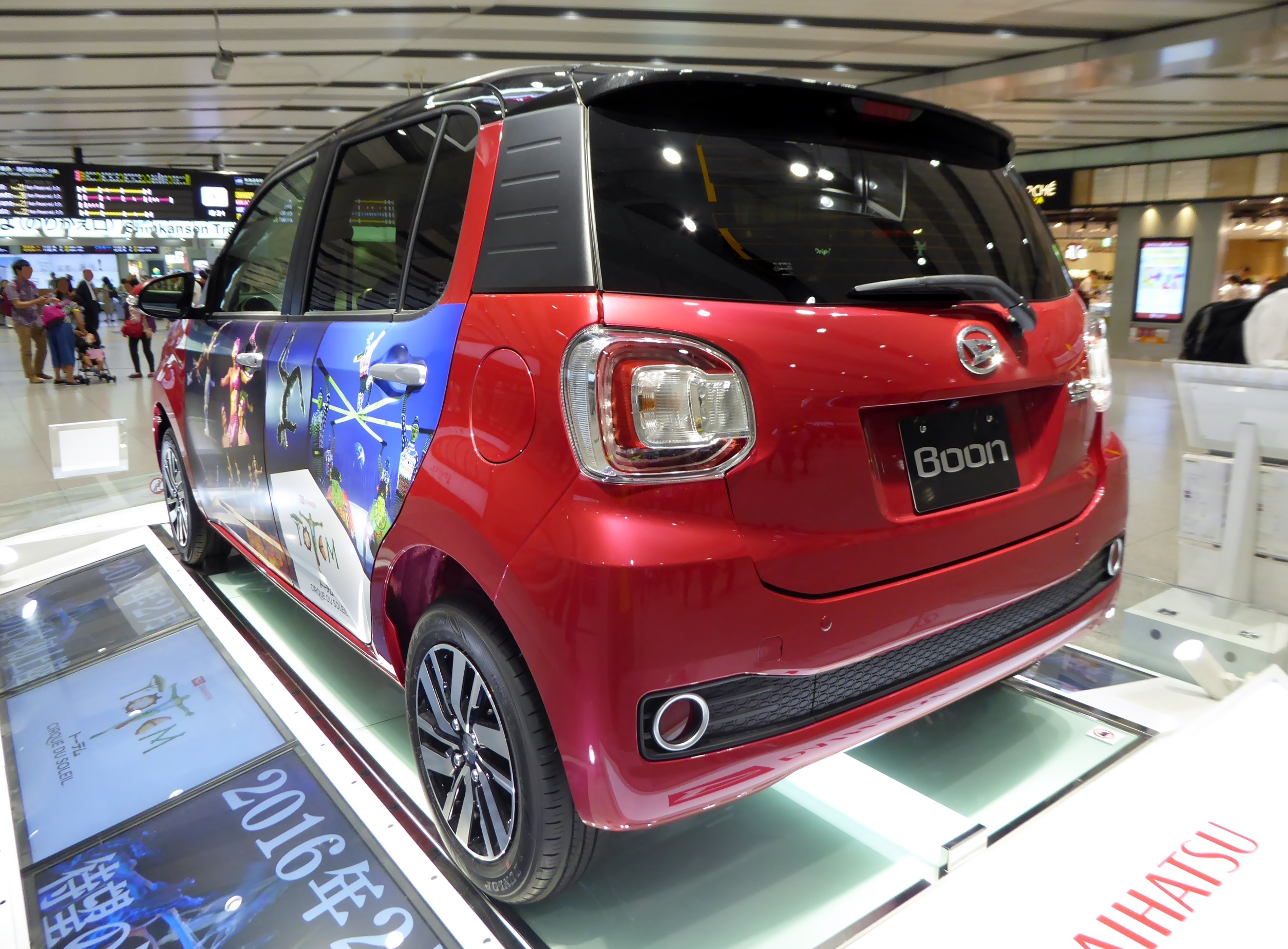
2016年4月販売型 CILQ"Gパッケージ SA II"2WD リア
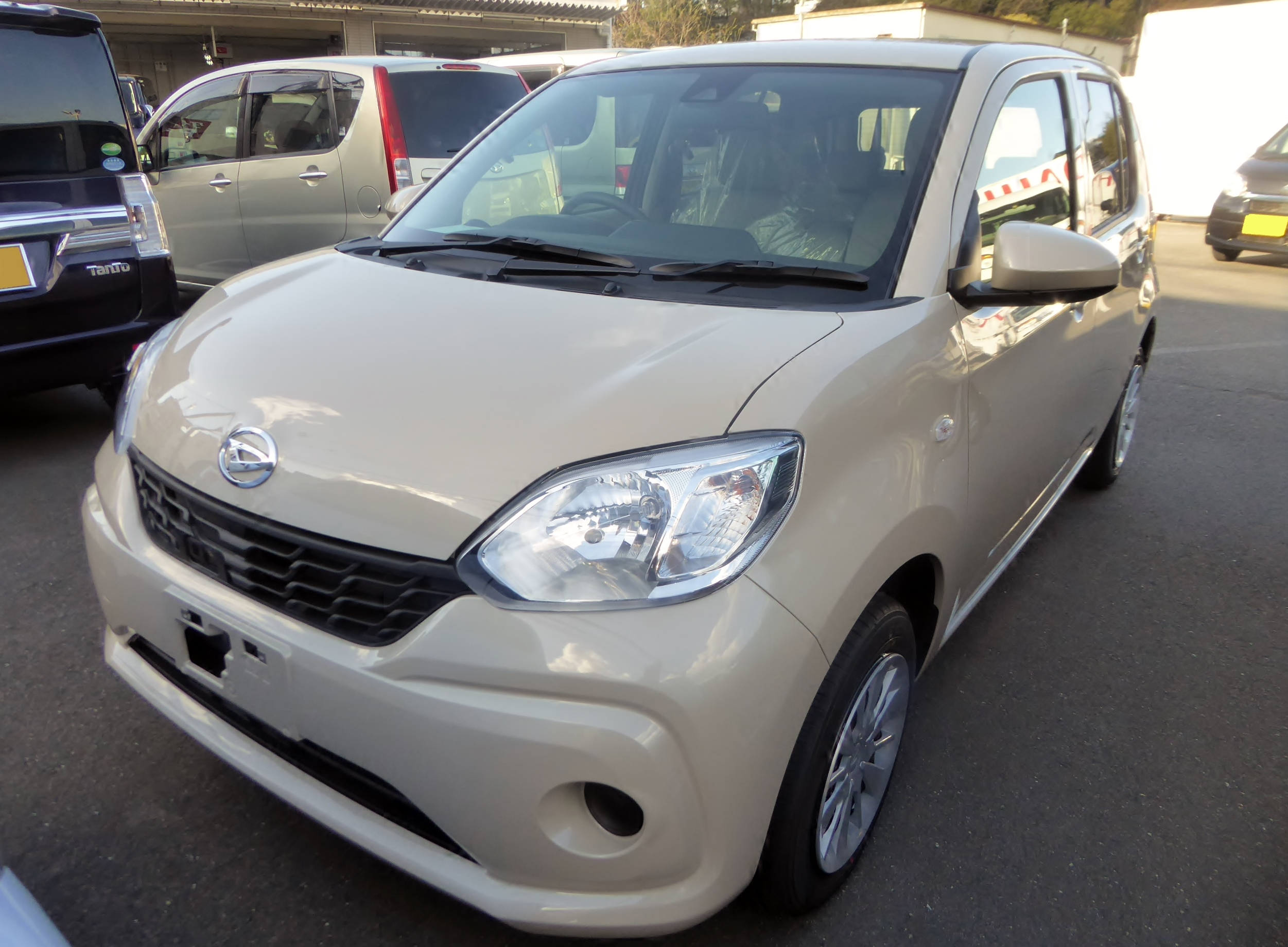
2016年4月販売型 X"Lパッケージ SA II"2WD
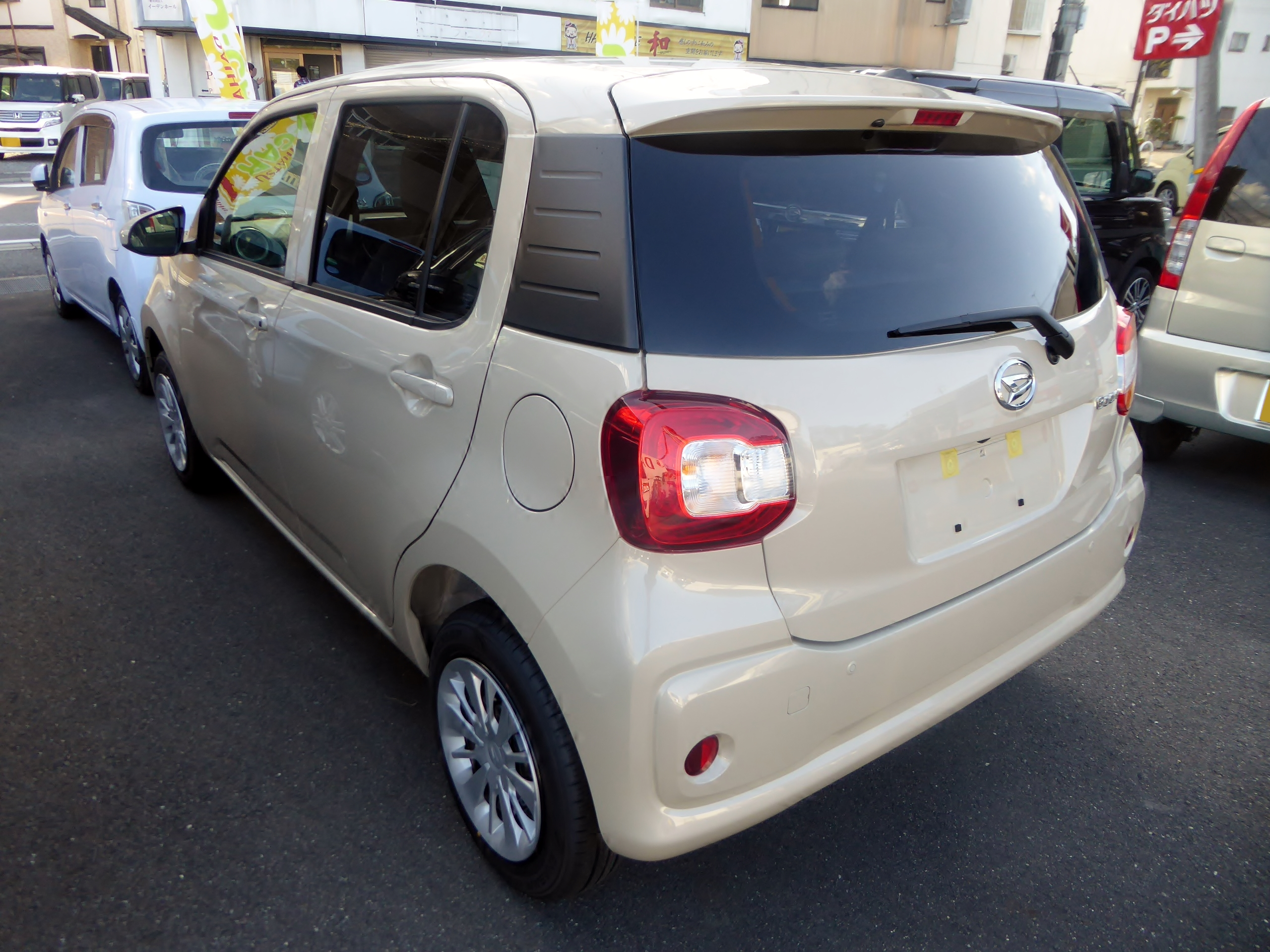
2016年4月販売型 X"Lパッケージ SA II"2WD リア
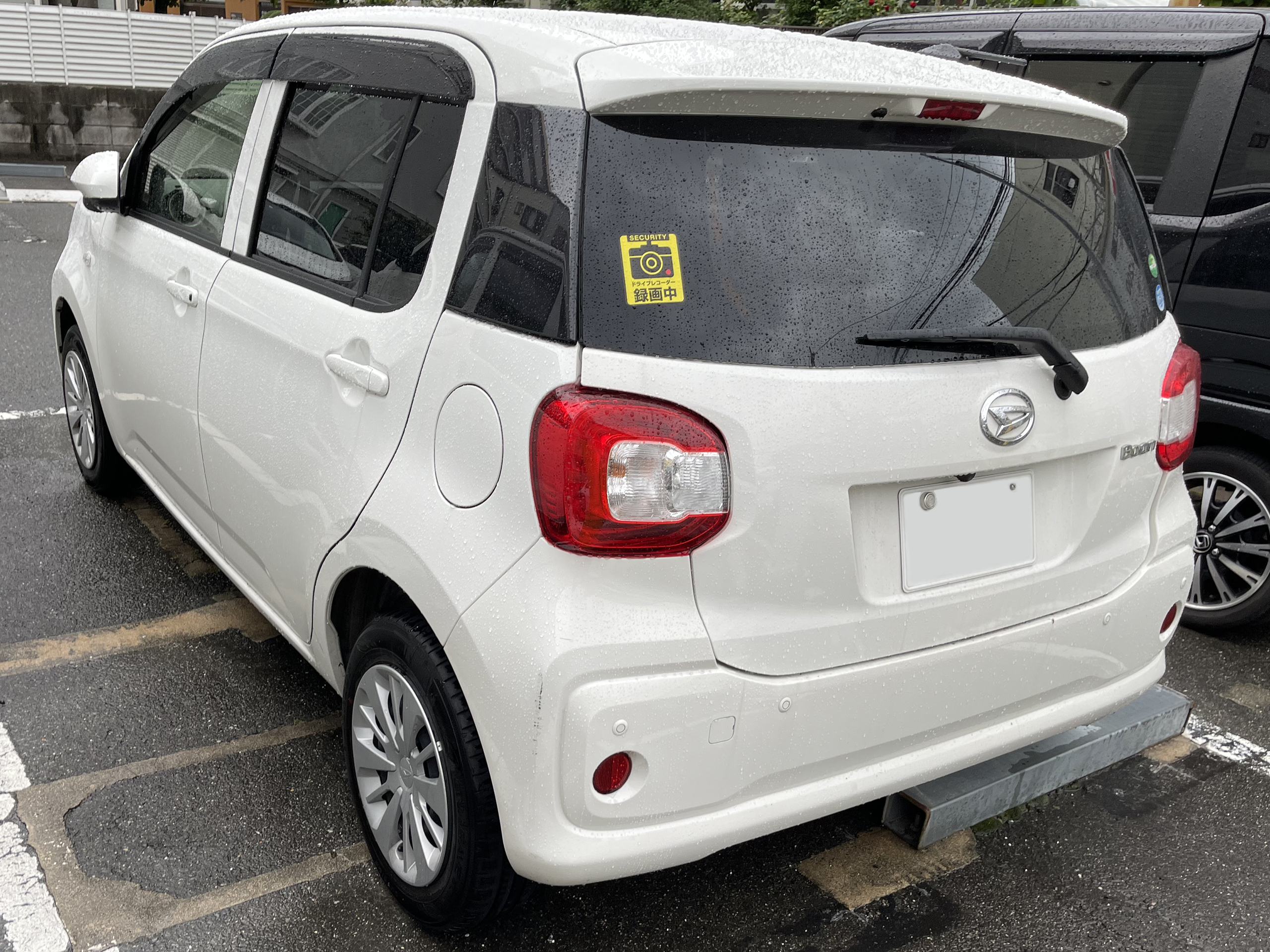
2018年10月改良型 X"Lパッケージ SA III" リア
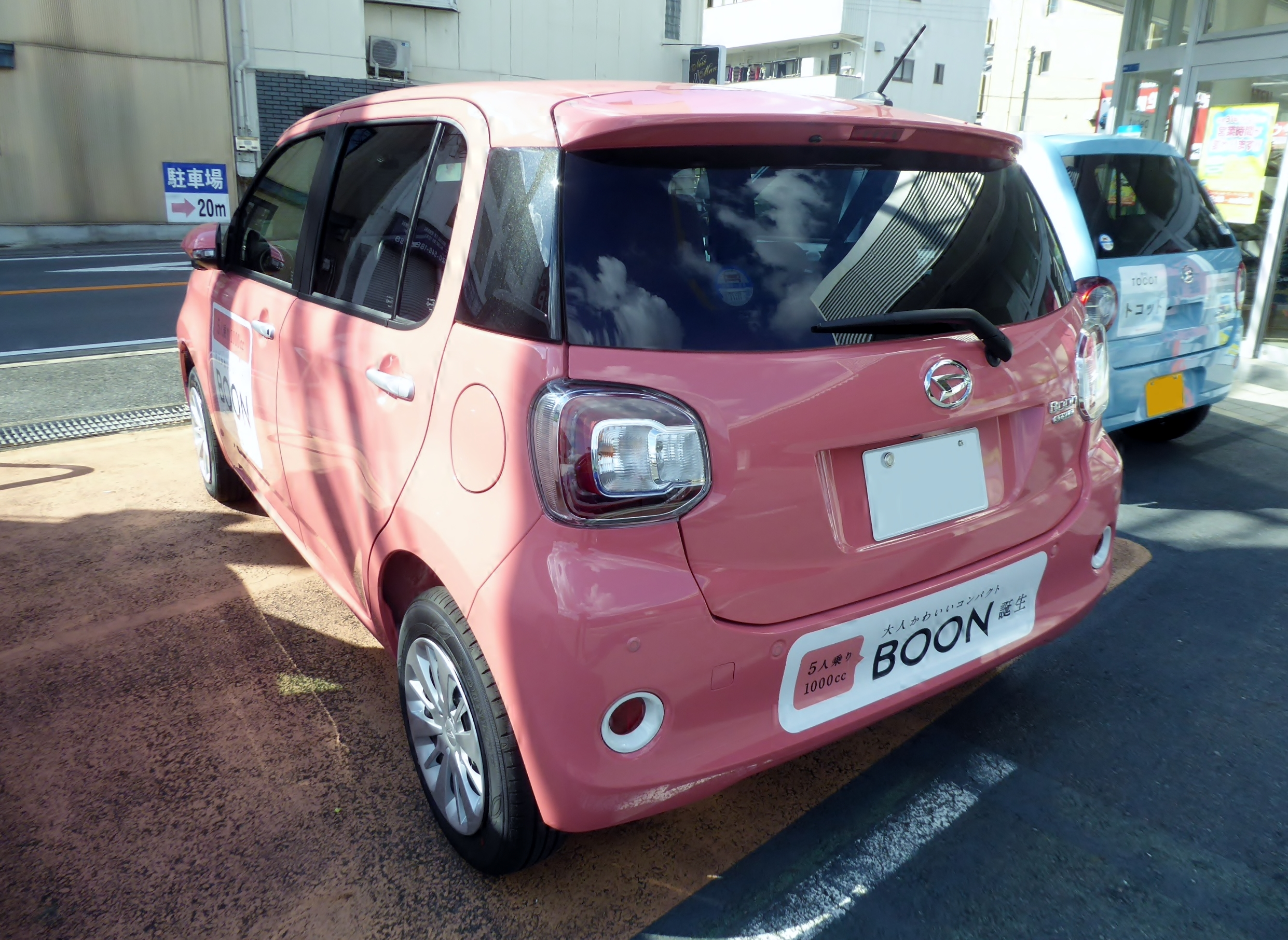
2018年10月改良型 STYLE"SA III" リア

## 車名の由来
- 英語で｢愉快な｣の意味。また、自動車が走行する様やその音の擬声語「ブーン」でもある。家族で使う楽しい車、乗る度に毎日を楽しい気持ちにしてくれる車になって欲しい、という願いが込められている。
- 3代目の上級グレードである「CILQ（シルク）」はCompact、Impressive、Lovely、Qualityの頭文字をとったもので、「愛らしく印象的で上質なコンパクトカー」を意味する。

## 派生車種

### 初代
- ダイハツ・クー/トヨタ・bB（2代目）/スバル・デックス - いずれも既に終売済み。
- ダイハツ・ブーンルミナス/トヨタ・パッソセッテ - こちらも既に終売済み。

### 3代目
- ダイハツ・トール/トヨタ・ルーミー/トヨタ・タンク/スバル・ジャスティ（5代目）- タンクのみ2020年9月をもって終売済み。